# Koen Berkers
Koen Johannes Maria Berkers (Eindhoven, 24 maart 1977) is een voormalig Nederlands profvoetballer die bij voorkeur als aanvaller speelde.
Berkers maakte in 1995 de overstap van VV Geldrop naar VVV. De 18-jarige vleugelspits debuteerde daar op 19 augustus 1995 tijdens de thuiswedstrijd tegen RBC (0-1 verlies), als invaller voor Michael Evans. Het zou bij die ene competitiewedstrijd blijven. Twee jaar later verliet Berkers het betaald voetbal. Hij zette zijn spelersloopbaan voort bij amateurclub VV DBS. 

## Statistieken
| Seizoen         | Club            | Competitie      | Competitie | Competitie | Beker | Beker | Nacompetitie | Nacompetitie | Totaal | Totaal |
| Seizoen         | Club            | Competitie      | Wed.       | Dlp.       | Wed.  | Dlp.  | Wed.         | Dlp.         | Wed.   | Dlp.   |
| --------------- | --------------- | --------------- | ---------- | ---------- | ----- | ----- | ------------ | ------------ | ------ | ------ |
| 1995/96         | VVV             | Eerste divisie  | 1          | 0          | 0     | 0     | 0            | 0            | 1      | 0      |
| 1996/97         | VVV             | Eerste divisie  | 0          | 0          | 0     | 0     | —            | —            | 0      | 0      |
| Carrière totaal | Carrière totaal | Carrière totaal | 1          | 0          | 0     | 0     | 0            | 0            | 1      | 0      |